# Герб Миякинского района
Герб Миякинского района — герб одного из муниципальных районов Республики Башкортостан.
В лазоревом поле с зелёной, обременённой золотой тамгой башкирского рода Мен, оконечностью поверх всего стоящий серебряный с золотыми глазами, клювом и лапами ястреб с расправленными крыльями, сопровождаемый во главе золотым соцветием курая.

## История возникновения
Герб Миякинского района утверждён решением Совета муниципального района Миякинский район Республики Башкортостан от 17 июля 2006 года № 91. Герб внесён в Государственный геральдический регистр под № 3003, а также — в Государственный регистр символики в Республике Башкортостан под № 029. Автор герба — Урал Масалимов.

## Описание
Герб муниципального района Миякинский район Республики Башкортостан составлен в соответствии с традициями и правилами геральдики и отражает исторические, культурные, социально-экономические, национальные и иные местные традиции. Герб имеет форму щита, символизирующего защищённость. Щит герба — зелёный. Центральной фигурой герба, объединяющей два поля, является серебряный взлетающий ястреб, над которым золотое соцветие курая. В оконечности два золотых знака (тамги) в виде изогнутых параллельных полосок.
Муниципальный район Миякинский район Республики Башкортостан расположен на землях башкир минского рода, которым в качестве тотемов были определены: птица — ястреб, родовой знак (тамга) — в виде пары рёбер птицы. Соцветие курая из 7 лепестков символизирует семь родов башкир, положивших начало их консолидации и объединению. Цветок курая — это и символ дружбы и единства народов современного Башкортостана. Лазаревый (голубой)
цвет в гербе — символ неба, ясности, добродетели и чистоты помыслов. Белый цвет — символ воздуха, миролюбия, открытости, готовности к взаимному сотрудничеству. Зелёный цвет — символ земли, плодородия, свободы, мудрости, вечности жизни.

## Места расположения Герба
Герб муниципального района Миякинский район РБ помещается: на зданиях органов местного самоуправления; в залах заседаний местного самоуправления; в рабочих кабинетах главы муниципального района, выборных, назначаемых должностных лиц местного самоуправления (председателя Совета, главы администрации муниципального района, глав сельских поселений).
Флаг устанавливается постоянно в залах заседаний органов местного самоуправления; в рабочих кабинетах главы муниципального района, выборных, назначаемых должностных лиц местного самоуправления (председателя Совета, главы администрации муниципального района, глав сельских поселений).